# Davion Mitchell
Davion De'Monte Earl Mitchell (Hinesville, Georgia, 5 de septiembre de 1998) es un jugador de baloncesto estadounidense que pertenece a la plantilla de los Miami Heat de la NBA. Con 1,83 metros de estatura, juega en la posición de base.

## Trayectoria deportiva

### Universidad
Jugó una temporada con los Tigers de la Universidad de Auburn, en la que promedió 3,7 puntos, 1,1 rebotes y 1,9 asistencias por partido, como suplente de Jared Harper.
Tras esa temporada, fue transferido a los Bears de la Universidad Baylor, donde pasó un año en blanco debido a la normativa de traspasos de la NCAA. Jugó dos temporadas, en las que promedió 12,0 puntos, 2,7 rebotes, 4,7 asistencias y 1,9 robos de balón por partido. En su primera temporada fue elegido debutante del año de la Big 12 Conference e incluido en el tercer mejor quinteto de la conferencia y en el primer quinteto defensivo.
En su última temporada ayudó a los Bears a lograr el título nacional, consiguiendo en la final 15 puntos, 6 rebotes y 5 asistencias para derrotar hasta los en ese momento invictos Gonzaga Bulldogs.. Recibió porsteiormente los galardones de Premio Naismith al Mejor Jugador Defensivo del Año, Premio Lefty Driesell y Jugador Defensivo del Año de la NABC. Fue además elegido mejor defensor de la Big Ten Conference e incluido en el mejor quinteto de la conferencia.
El 13 de abril de 2021, Mitchell se declaró elegible para el draft de la NBA, renunciando a su elegibilidad universitaria restante.

#### Estadísticas
| Año     | Equipo | PJ       | PT       | MPP      | %TC      | %3P      | %TL      | RPP      | APP      | ROB      | TPP      | PPP      |
| ------- | ------ | -------- | -------- | -------- | -------- | -------- | -------- | -------- | -------- | -------- | -------- | -------- |
| 2017–18 | Auburn | 34       | 0        | 17.1     | .429     | .288     | .677     | 1.1      | 1.9      | .5       | .0       | 3.7      |
| 2018–19 | Baylor | Redshirt | Redshirt | Redshirt | Redshirt | Redshirt | Redshirt | Redshirt | Redshirt | Redshirt | Redshirt | Redshirt |
| 2019–20 | Baylor | 30       | 30       | 32.4     | .409     | .324     | .663     | 2.7      | 3.8      | 1.5      | .4       | 9.9      |
| 2020–21 | Baylor | 30       | 30       | 33.0     | .511     | .447     | .652     | 2.7      | 5.5      | 1.9      | .4       | 14.1     |
| Total   | Total  | 94       | 60       | 27.1     | .459     | .376     | .661     | 2.1      | 3.6      | 1.3      | .2       | 9.0      |

### Profesional
Fue elegido en la novena posición del Draft de la NBA de 2021 por los Sacramento Kings. El 18 de agosto de 2021, fue nombrado MVP de la NBA Summer League de las Vegas.
Tras tres temporadas en Sacramento, el 26 de junio de 2024 es traspasado, junto a Sasha Vezenkov, a Toronto Raptors a cambio de Jalen McDaniels.
El 6 de febrero de 2025 es traspasado a los Miami Heat a cambio de P. J. Tucker. Debutó con Miami el 10 de febrero ante Boston y disputó 30 encuentros (15 como titular) hasta final de temporada con los Heat. En playoffs fue titular en tres de los cuatro encuentros del equipo y promedió 15 puntos.

## Estadísticas de su carrera en la NBA

### Temporada regular
| Año     | Equipo     | PJ  | PT | MPP  | %TC  | %3P  | %TL  | RPP | APP | ROB | TPP | PPP  |
| ------- | ---------- | --- | -- | ---- | ---- | ---- | ---- | --- | --- | --- | --- | ---- |
| 2021-22 | Sacramento | 75  | 19 | 27.7 | .418 | .316 | .659 | 2.2 | 4.2 | .7  | .3  | 11.5 |
| 2022-23 | Sacramento | 80  | 9  | 18.1 | .454 | .320 | .806 | 1.3 | 2.3 | .6  | .2  | 5.6  |
| 2023-24 | Sacramento | 72  | 4  | 15.3 | .452 | .361 | .714 | 1.3 | 1.9 | .2  | .0  | 5.3  |
| 2024-25 | Toronto    | 44  | 22 | 24.5 | .434 | .359 | .676 | 1.9 | 4.6 | .7  | .2  | 6.3  |
| 2024-25 | Miami      | 30  | 15 | 31.6 | .504 | .447 | .702 | 2.7 | 5.3 | 1.4 | .3  | 10.3 |
| Total   | Total      | 301 | 69 | 22.1 | .442 | .344 | .698 | 1.8 | 3.3 | .6  | .2  | 7.6  |

### Playoffs
| Año   | Equipo     | PJ | PT | MPP  | %TC  | %3P  | %TL  | RPP | APP | ROB | TPP | PPP  |
| ----- | ---------- | -- | -- | ---- | ---- | ---- | ---- | --- | --- | --- | --- | ---- |
| 2023  | Sacramento | 7  | 0  | 20.0 | .413 | .259 | .833 | 1.3 | 1.7 | .9  | .1  | 7.1  |
| 2025  | Miami      | 4  | 3  | 35.5 | .610 | .500 | .429 | 2.3 | 6.3 | .8  | .3  | 15.0 |
| Total | Total      | 11 | 3  | 25.6 | .506 | .341 | .615 | 1.6 | 3.4 | .8  | .2  | 10.0 |